# 柳實冬貴
柳實冬貴，日本輕小說作家。居住於千葉縣。代表作是曾改編成廣播劇CD的《Re: 笨蛋也能拯救世界？》和電視動畫的《對魔導學園35試驗小隊》。

## 人物簡介
早年從國中時期開始寫小說之前則是受到自己玩的第一款美少女遊戲《ToHeart》有很深的影響。並說自己的夢想是「毎天能過著工作之後可以悠悠哉哉欣賞電影的日子」。
2007年，以短篇《量型》準入選第19回Fantasia長篇小說大奬，從此正式出道，並在同年連載化。
2010年，柳實的小說《Re: 笨蛋也能拯救世界？》改編成廣播劇CD之際，因為之前參加遊戲《ToHeart》配音的聲優堀江由衣有在他的同名小說改編廣播劇CD參演。因此柳實對此事表示感到萬分高興。

## 作品概覽
富士見Fantasia文庫
- 量型（2007年9月－2008年12月，插圖：銃爺，全5冊）台版未代理
- Re：笨蛋也能拯救世界？（2010年6月－2011年8月，插圖：一葉流歌（日语：一葉モカ），全5冊）東立出版社
- 對魔導學園35試驗小隊（2012年5月－2016年7月，插圖：切符，全15冊）東立出版社
- call of medic（2019年5月 ，已發行2冊）
- BROKEN（2022年8月 ，已發行1冊）
- 對魔導學園35試驗小隊 6years after（2022年8月カクヨム連載，全4話短篇小說）

MF文庫J
- Vanquish overload（2014年5月－2015年5月，插圖：白味噌，全4冊）
- 沒有英雄的世界要靠最終頭目們（2017年1月－，插圖：WON（日语：をん），已發行2冊）尖端出版
- 魔族教師天使候補生（2018年7月，插圖：xin）

## 來源
1. ↑  . 柳實冬貴的Twitter.   [2017-01-21]. （原始内容存档于2020-05-23） （日语）.
2. ↑  . 柳實冬貴的Twitter. 2012-01-15  [2017-01-21]. （原始内容存档于2016-04-05） （日语）.
3. ↑  . 柳實冬貴的Twitter. 2012-01-15  [2017-01-21]. （原始内容存档于2016-03-06） （日语）.
4. ↑  . 柳實冬貴的Twitter. 2011-01-11  [2017-01-21]. （原始内容存档于2016-03-06） （日语）.
5. ↑  . 柳實冬貴的Twitter. 2011-01-11  [2017-01-21]. （原始内容存档于2016-04-05） （日语）.
6. ↑  . 柳實冬貴的Twitter. 2012-07-14  [2017-01-21]. （原始内容存档于2016-03-06） （日语）.
7. ↑  . 柳實冬貴的Twitter. 2011-01-11  [2017-01-21]. （原始内容存档于2016-04-05） （日语）.

## 外部連結
- 柳實冬貴的X（前Twitter） （日語）